# Hidas István
Hidas István (eredetileg Háder István; Budapest, 1918. szeptember 29. – Budapest, 2002. január 13.) politikus. Országos szinten 1950–1956 között politizált kommunista államférfiként, 1953-tól egy évig nehézipari, 1954-ben rövid ideig vegyipari és energiaügyi miniszter volt.

## Élete
A hat elemi elvégzése után vasesztergályosnak állt, később közgazdász oklevelet szerzett[forrás?]. 1936-tól részt vett a Szociáldemokrata Ifjúsági Mozgalomban, 1939-ben belépett a Magyarországi Szociáldemokrata Pártba, majd 1943-ban az illegális Kommunisták Magyarországi Pártjába. 1944-ben tagja lett a párt budai bizottságának, és tevékenyen részt vett az ellenállási mozgalomban. 
1945-től kábelgyárban, telefongyárban és a Szürke Taxinál dolgozott.[forrás?] 1948-tól a budafoki pártbizottság, 1949-től a MÁVAG, 1950 februárjától a VIII. kerületi pártbizottság titkára volt. 1950 májusában a Magyar Dolgozók Pártja (MDP) központi vezetőségének (KV), illetve a KV szervezőbizottságának tagjává választották. 1950 júniusától 1952 novemberéig a budapesti pártbizottság titkári tisztét töltötte be. 1951 májusától a politikai bizottság (PB) és a KV titkárságának tagja lett. 1952. november 14-étől 1953. július 2-áig a Minisztertanács elnökhelyettesi feladatait látta el. 
- Balról a második Hegedűs András, a hatodik Gerő Ernő, mellette/mögötte Apró Antal, középen Rákosi Mátyás, mögötte Hidas István, a hölgy Rákosi Mátyás felesége, előtte Vlko Cservenkov, a Bolgár Kommunista Párt főtitkára, miniszterelnök

1953 júniusában egyike volt a szovjet kormány által Moszkvába meghívott pártküldöttségnek, akik jelenlétében Rákosi Mátyást élesen megkritizálták, s ami miatt a Rákosi-rendszer pár hónap alatt gyakorlatilag összeomlott. 1953–1957-ben országgyűlési képviselő. 1953. július 4-étől nehézipari, 1954. október 9-étől rövid ideig vegyipari és energiaügyi miniszter. 1954. október 30-ától ismét a Minisztertanács elnökhelyettese, 1956. július 30-ától ugyanazon év október 24-éig első elnökhelyettese volt. 
1956. október 23-án kizárták a politikai bizottságból, november 16-án a pártból is, de párttagságát később visszaállították. 1957 júniusától egy ideig a Kohó- és Gépipari Minisztérium főosztályvezetőjeként dolgozott.

## Művei
- Az agitáció néhány feladata a terv teljesítésében; Szikra, Bp., 1952 (Pártépítés kiskönyvtára)